# Salabanzi flip
Le Salabanzi flip, également appelé pretzel flip, est une figure de skateboard. Il appartient à la catégorie des flips. Il est très proche du kickflip. La différence réside en la conclusion du trick, le skateur replaquant son flip avec les jambes croisées.
Son nom vient de Bastien Salabanzi, un pro-skateur français, qui —sans toutefois l'avoir inventé— a rendu ce trick populaire. On peut le voir effectuer cette figure sur la vidéo « Sorry » de Flip.